# Thripadectes
Thripadectes es un género de aves paseriformes perteneciente a la familia Furnariidae que agrupa a especies oriundas de América Central y del Sur, donde se distribuyen desde Costa Rica hacia el sur hasta el este de Perú y oeste de Bolivia y hacia el este hasta el norte de Venezuela. Sus miembros son denominados comúnmente trepamusgos. y también hojarasqueros o trepapalos, entre otros.

## Etimología
El nombre genérico masculino «Thripadectes» se compone de las palabras del griego «θριψ thrips, θριπος thripos»: carcoma, polilla de la madera, y «δηκτης dēktēs»: picoteador; significando «que picotea la polilla de la madera».

## Características
Los trepamusgos de este género son un grupo de furnáridos grandes (que miden entre 19 y 24 cm de longitud), robustos, con gruesos picos negros y que habitan el estrato bajo de la selvas húmedas montanas en los Andes y adyacencias (algunas especies prefieren bambuzales), donde generalmente permanecen ocultos entre la densa vegetación. Todos tienen plumajes estriados pardo amarillentos en algún grado, con el estriado más prominente en unos que en otros. Ubican sus nidos en agujeros cavados en las barrancas.

## Lista de especies
Según las clasificaciones del Congreso Ornitológico Internacional (IOC) y Clements Checklist v.2018, el género agrupa a las siguientes especies con el respectivo nombre popular de acuerdo con la Sociedad Española de Ornitología (SEO):
| Imagen | Nombre científico           | Autor                         | Nombre común              | EC (*) |
| ------ | --------------------------- | ----------------------------- | ------------------------- | ------ |
|        | Thripadectes ignobilis      | (P.L. Sclater y Salvin, 1879) | trepamusgos uniforme      | LC     |
|        | Thripadectes flammulatus    | (Eyton, 1850)                 | trepamusgos flamulado     | LC     |
|        | Thripadectes scrutator      | Taczanowski, 1874             | trepamusgos peruano       | LC     |
|        | Thripadectes holostictus    | (P.L. Sclater & Salvin, 1876) | trepamusgos listado       | LC     |
|        | Thripadectes virgaticeps    | Lawrence, 1874                | trepamusgos cabecirrayado | LC     |
|        | Thripadectes rufobrunneus   | (Lawrence, 1865)              | trepamusgos pechirrayado  | LC     |
|        | Thripadectes melanorhynchus | (Tschudi, 1844)               | trepamusgos piquinegro    | LC     |

(*) Estado de conservación